# 安氏頜吻鰻
安氏頜吻鰻（學名：Gnathophis andriashevi），是輻鰭魚綱鰻形目康吉鳗科頜吻鰻屬的其中一種，分布於東南太平洋薩拉戈麥斯海嶺西部海域，為深海魚類，深度260至330公尺，本魚體延長，側線管孔沿其上緣7-15個，魚鰭邊緣淡色，背鰭軟條224枚、臀鰭軟條175枚、脊椎骨139-142個，體長可達36.5公分，為底棲性魚類，生活習性不明，種名「andriashevi」是為了紀念阿納托利·安德里亞舍夫 (Anatoly Andriyashev)的80歲生日而命名。